# St. George's Chapel, Windsor
St. George's Chapel är beläget vid Windsor Castle, ett av den brittiska monarkens huvudresidens. 
Kapellet var ursprungligen S:t Edvard Bekännarens kapell, uppfört i början av 1200-talet av kung Henrik III, och knutet till det andra av två kollegiatkyrkor som grundades av kung Edvard III 6 augusti 1348 och omdedikerades till Jungfru Maria, S:t Edvard Bekännaren och S:t George. Kapellet blev då även Strumpebandsordens moderkyrka och en särskild gudstjänst hålls i juni varje år med monarken och de övriga medlemmarna vars heraldiska baner hänger ovanför livstidsplatserna ovanför koret.
Dagens kapell är ett resultat av utbyggnad i vinkelräta gotiska stilen som inleddes 1475 under kung Edvard IV:s regeringstid. Under kung Henrik VII:s regeringstid 1485–1509 revs stora delar av ursprungskapellet för att lämna plats för Lady Chapel, som han sedan övergav för att bygga det i Westminster Abbey istället. 
Även om andra fortsatte att bygga på kapellet i Windsor, hade det varken valv eller möbler förrän under drottning Viktoria såg över kapellets interiör under 1800-talet. Det är fortfarande ett Royal Peculiar och verkar utanför den vanliga hierarkin inom Church of England och lyder direkt under monarken.

## Begravningsplats
Många kungligheter har även fått sin sista viloplats i St. George's Chapel. Under 1900-talet har de flesta fått en jordbegravning på Royal Burial Ground, Frogmore.
| - Kung Henrik VI (återbegravning) (1485) - Kung Edvard IV 1483 och hans drottning Elizabeth Woodville (12 juni 1492) - Kung Edvard VII (20 maj 1910) och hans drottning Alexandra (1925) - Kung Henrik VIII (efter 28 januari 1547) och hans drottning Jane Seymour (12 november 1537) - Kung Karl I (7 februari 1649) | - Prinsessan Amelia av Storbritannien (1810) - Prinsessan Augusta, hertiginna av Braunschweig (1813) - Prinsessan Charlotte Augusta av Wales (1817) - Prins Edvard, hertig av Kent och Strathearn (1820) - Kung Georg III (16 februari 1820) och hans drottning Charlotte av Mecklenburg-Strelitz (1818) - Prinsessan Elisabeth av Clarence (1821) - Prins Fredrik, hertig av York och Albany (1827) - Kung Georg IV (1830) - Kung Vilhelm IV (1837) och hans drottning Adelaide av Sachsen-Meiningen (1849) - Prinsessan Augusta Sofia av Storbritannien (1840) - Kung Georg V av Hannover (24 juni 1878) - Prins Leopold, hertig av Albany (1884) - Prins Albert Victor, hertig av Clarence och Avondale (1892) - Prinsessan Mary Adelaide, hertiginna av Teck (1897) - Franz, hertig av Teck (27 januari 1900) - Prins Adolf, hertig av Cambridge (återbegravning) (1930) - Prinsessan Augusta, hertiginna av Cambridge (återbegravning) (1930) - Prins Philip, hertig av Edinburgh (17 april 2021–19 september 2022) (tillfälligt fram till sin hustrus död, därefter tillsammans i King George VI Memorial Chapel | - Kung Georg V (28 januari 1936) och hans drottning Mary av Teck (31 mars 1953) - Kung Georg VI (11 mars 1952) - Prinsessan Margaret (15 februari 2002 (urnan med aska kremerad vid Slough) - Elizabeth Bowes-Lyon (drottningmodern) (9 april 2002) - Drottning Elizabeth II och Prins Philip, hertig av Edinburgh (19 september 2022) |

## Vigslar

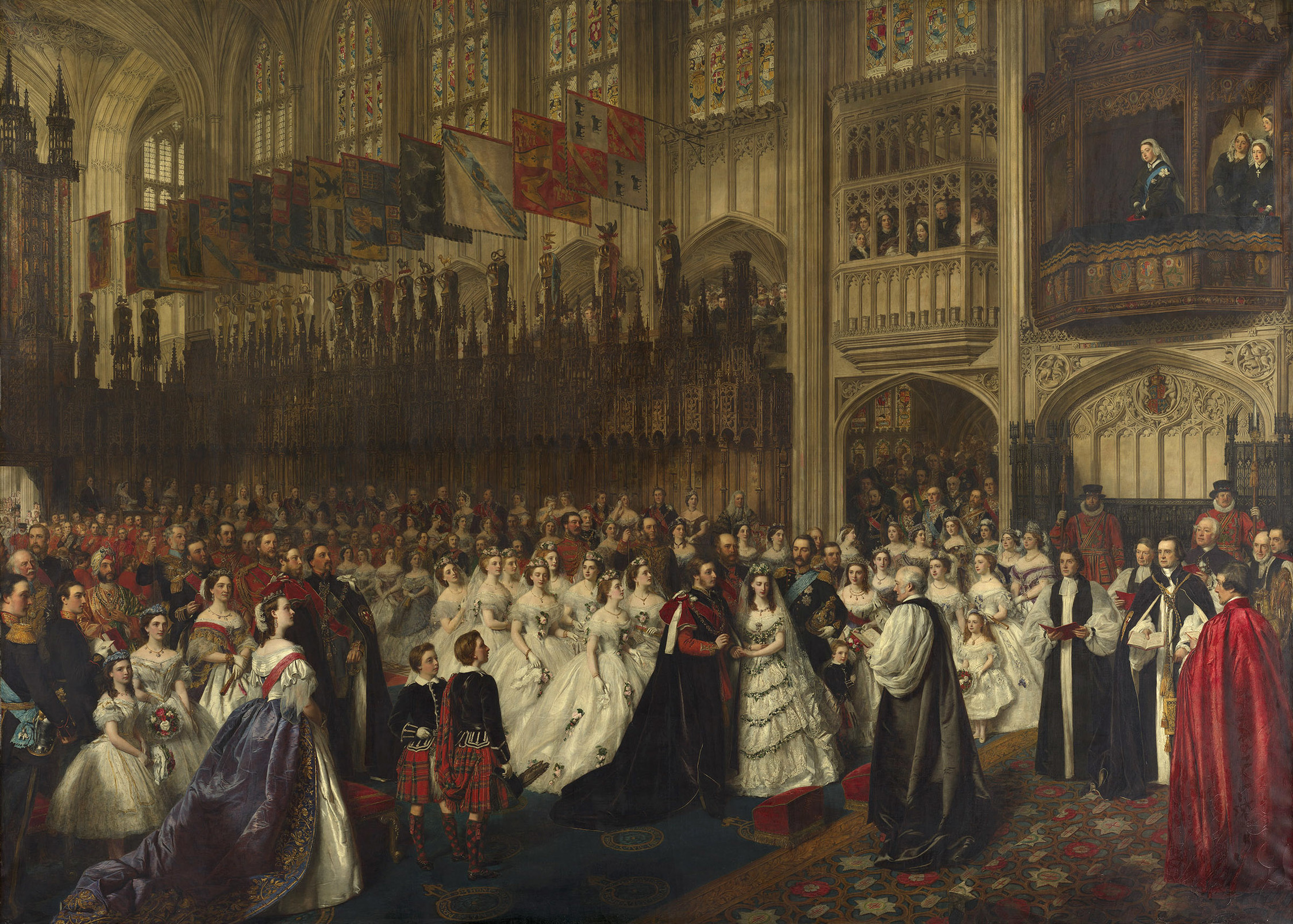
Målning från 1865 av William Powell Frith föreställande tronföljarparets vigsel 1863.

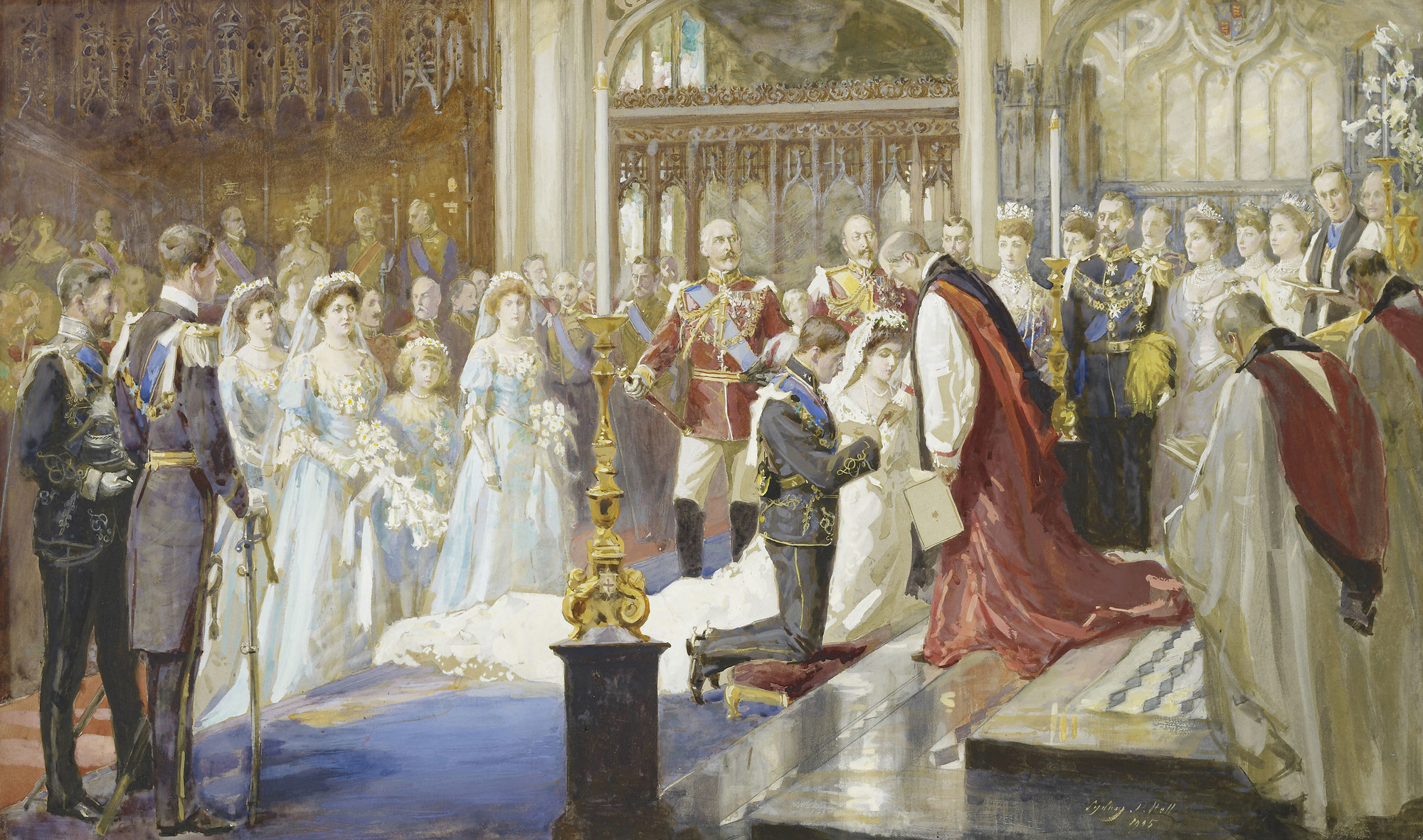
Målning av Sydney Prior Hall föreställande vigseln mellan kung Edvard VII:s brorsdotter prinsessan Margaret och den svenske arvprinsen Gustaf Adolf, senare Gustaf VI Adolf, den 15 juni 1905.

Många vigslar har ägt rum här, särskilt drottning Viktorias barn och flera av hennes barnbarn gifte sig här.

### Lista på vigslar i St. George's Chapel (urval)
- Prins Albert Edvard, prins av Wales (sedermera kung Edvard VII) och prinsessan Alexandra av Danmark (10 mars 1863)[5]
- Prinsessan Helena och prins Fredrik Kristian av Augustenburg (5 juli 1866)[5]
- Prinsessan Louise och John Campbell, markis av Lorne (21 mars 1871)[5]
- Prins Arthur, hertig av Connaught och Strathearn och prinsessan Luise Margarete av Preussen (13 mars 1879)[5]
- Prins Leopold, hertig av Albany och prinsessan Helene av Waldeck och Pyrmont (27 april 1882)[5]
- Prinsessan Alice och prins Alexander av Teck (10 februari 1904)[5]
- Prinsessan Margaret av Connaught och prins Gustaf Adolf av Sverige, hertig av Skåne (15 juni 1905)[5]
- Prins Edward, earl av Wessex och Sophie Rhys-Jones (19 juni 1999)[5]
- Prins Harry, hertig av Sussex och Meghan Markle (19 maj 2018)[6][5]
- Prinsessan Eugenie och Jack Brooksbank (12 oktober 2018)[7][5]